# 维安
维安（法語：Viens）是法国普罗旺斯-阿尔卑斯-蓝色海岸大区 沃克吕兹省的一个市镇，属于阿普特区 阿普特县。该市镇2009年时的人口 为636人。

## 人口
维安人口变化图示
| 数据来源：INSEE |